# Голубое озеро (Саратовская область)
Голубо́е о́зеро — водохранилище в Саратовской области. Своё название получило благодаря необычному голубому цвету воды.

### Расположение
Расположено на левом берегу реки Волга, между её протоками Сухая Грязнуха и Пухлая. Простирается вдоль кольцевой саратовской дороги, недалеко от посёлка Шумейка в районе «нового» саратовского моста.

### Описание
Длина около 500 м. Ширина около 250 м. Голубое озеро имеет форму эллипса. Берег песчаный, низкий. Берега густо поросли болотными травами в виде камыша и рогоза. В озере водится много разной рыбы, попадаются лещи, окуни, щуки, плотва.

### История формирования озера
Возникло в результате забора песка для постройки объездной дороги к новому мосту через Волгу.
Озеро активно используется в рекреационных целях и отдыха жителей Саратова и Энгельса.

### Легенда
Необычный голубой цвет озёрной воды вызывал в народе споры и обсуждения. Выдвигались версии, что причиной являются медные детали затопленной строительной техники, или подземные источники с высоким содержанием меди. Из-за этого непривычного цвета, некоторые местные жители даже избегали купания в озере.